# 장재영 (2002년)
장재영(張裁榮, 2002년 6월 20일 (음력 5월 10일) ~ )은 KBO 리그 키움 히어로즈의 외야수다. 그의 아버지는 전 KBO 리그 KIA 타이거즈의 외야수인 장정석이다.

## 아마추어 시절
초등학교 4학년 때부터 야구를 시작했다. 처음 야구에 입문했을 때는 아버지의 반대가 심했다. 서울 신월중학교 2학년 때까지는 유격수였으며 3학년 때 처음으로 투수로 등판했다. 당시 구속은 144km/h를 기록했다. 덕수고등학교 입학 후 5월 21일 첫 등판 경기에서 구속 151km/h를 기록하며 1이닝 무실점을 기록했다. 빠른 구속으로 인해 메이저리그 사무국에서 1학년임에도 불구하고 신분 조회를 요청했다.
2019년 3월 7일 전국 명문고 야구열전 북일고와의 경기에서 4이닝 무피안타, 무실점, 7탈삼진을 기록하며 덕수고의 준결승 진출에 이바지했다. 이 활약으로 '최동원 선수상'을 수상했다. 타자로도 고교 리그에 참가해 4월 26일까지 9타수 5안타를 기록했으며 2019년 18세 이하 청소년 야구 월드컵 국가대표팀에 내야수로 발탁됐다. 조별 리그 4경기에서 4번 타자, 1루수로 출장해 15타수 4안타, 3타점을 기록했다. 9월 3일 중국과의 조별 리그 최종전에서 구원 등판해 2.1이닝 2피안타, 1볼넷, 3탈삼진, 2실점을 기록했다. 호주와의 3ㆍ4위 결정전에서는 안타를 친 후 강현우의 희생플라이 때 득점하며 팀의 승리에 기여했고, 동메달을 획득했다. 고등학교 3학년 때 비공식적으로 구속이 157km/h가 나왔다. 미국 진출 여부를 고민한 끝에 대한민국 잔류를 결정했다. 신인 드래프트 후 대한야구소프트볼협회장기 대회 결승전에 구원 등판했으나, 3피안타 2실점으로 부진했다. 하지만 타자로서는 19타수 11안타(3홈런), 타율 0.579, 12타점을 기록하며 팀의 승리에 일조했고, 대회 최우수선수상을 받았다.

## 한국 프로야구 시절

### 키움 히어로즈시절

#### 2021년
2021년 키움 히어로즈의 1차 지명을 받아 계약금 9억 원의 조건으로 입단했다. 2021년 4월 6일 KIA 타이거즈와의 홈 경기에 구원 등판하며 데뷔 첫 경기를 치렀고, 경기에서 0.2이닝 무실점을 기록했다. 하지만 4월 17일 kt전에서 아웃 카운트를 하나도 못 잡으며 4사사구, 4실점을 기록했고, 4월 29일 두산전에서 0.1이닝 5볼넷, 5실점으로 부진해 다음 날 2군으로 내려갔다. 1군 복귀 후 5경기 연속 무실점을 기록하며 좋은 모습을 보여줬으나 9월에 다시 제구에서 문제를 보이며 1군에서 말소됐다. 시즌 19경기에 등판해 1패, 9점대 평균자책점을 기록했다.

#### 2022년
1군에서 시즌을 시작했으나 한 번도 등판하지 못하고 4월 15일에 2군으로 내려갔다. 홍원기 감독은 여유 있는 상황에서 던져보게 하려 했으나 계속해서 타이트한 게임이 이어져 2군에서 던질 기회를 주기 위해 엔트리에서 제외했다고 말했다. 4월 28일 1군에 복귀했고 다음 날인 29일 KT 전에 6회 구원투수로 등판했다. 2이닝 동안 5삼진 무실점을 기록했으며 황재균에게 삼진을 잡을 때 패스트볼의 구속이 156km/h가 나왔다. 하지만 6월 8일 경기에서 0이닝 2실점으로 좋지 못한 모습을 보여주며 다시 2군에 내려갔다. 2군에서도 34이닝 동안 39개의 볼넷을 기록하는 등 제구가 잡히지 않아 1군 복귀에는 실패했다.

#### 2023년
시즌초 제구에 여려움을 보이며 4월 19일 퓨처스 리그로 내려갔고, 6월 4일 복귀했다. 7월 5일 고척 NC전에 선발로 등판하여 5.1이닝 무실점을 기록, 데뷔 첫 승을 선발승으로 올렸다.

#### 2024년
시즌 시작 전 팔꿈치 부상으로 개막 엔트리에 진입하지 못했고 재활훈련을 했다. 재활 후 5월 1일 퓨처스리그에 첫 등판했으나 손가락이 저려 강판했다. 이후 병원 검진을 받았고 내측 인대 손상이 심각하다는 소견을 받았다. 부상 이후 팔꿈치 수술 대신 재활을 선택하며 타자 전향을 선언했다. 타자 전향 이후 KBO 퓨처스리그에서 5월 21일에는 첫 안타를, 5월 24일에는 첫 홈런을 기록했다. 6월 20일 청주 한화전을 앞두고 1군에 올라왔고, 9번 타자 중견수로 선발 출장하며 2타수 1안타 2볼넷 1득점을 기록했다. 2024년 6월 22일 고척 롯데전에서는 애런 윌커슨을 상대로 1군 데뷔 첫 홈런을 신고했다.

## 호주 프로야구 시절
2022년 시즌 후 질롱 코리아에 파견됐다. 호주에서는 투타를 겸업했다. 김재영에 이어 2선발로 낙점됐다. 11월 12일 멜버른전에 선발 등판해 5이닝 2피안타, 8탈삼진, 무실점을 기록하며 호투했으나 승리 투수는 되지 못했다. 11월 13일에는 박상언의 대타로 데뷔 첫 타석에 들어서 볼넷을 기록했다.

## 통산 기록

### 투수
| 연도           | 팀명           | 평균자책점 | 경기 | 완투 | 완봉 | 승 | 패 | 세 | 홀 | 승률  | 타자 | 이닝 | 피안타 | 피홈런 | 볼넷 | 사구 | 탈삼진 | 실점 | 자책점 |
| -------------- | -------------- | ---------- | ---- | ---- | ---- | -- | -- | -- | -- | ----- | ---- | ---- | ------ | ------ | ---- | ---- | ------ | ---- | ------ |
| 2021           | 키움           | 9.17       | 19   | 0    | 0    | 0  | 1  | 0  | 0  | 0.000 | 92   | 17⅔  | 15     | 0      | 24   | 3    | 14     | 18   | 18     |
| 2022           | 키움           | 7.71       | 14   | 0    | 0    | 0  | 0  | 0  | 0  | -     | 70   | 14   | 23     | 2      | 7    | 1    | 19     | 12   | 12     |
| 2023           | 키움           | 5.53       | 23   | 0    | 0    | 1  | 5  | 0  | 0  | 0.167 | 339  | 71⅔  | 63     | 4      | 66   | 8    | 67     | 46   | 44     |
| KBO 통산 : 3년 | KBO 통산 : 3년 | 6.45       | 56   | 0    | 0    | 1  | 6  | 0  | 0  | 0.143 | 501  | 103⅓ | 101    | 6      | 97   | 12   | 100    | 76   | 74     |

## 통산 기록
| 연도 | 팀명  | 타율  | 경기 | 타수 | 득점 | 안타 | 2루타 | 3루타 | 홈런 | 루타 | 타점 | 도루 | 도실 | 볼넷 | 사구 | 삼진 | 병살 | 실책 |
| ---- | ----- | ----- | ---- | ---- | ---- | ---- | ----- | ----- | ---- | ---- | ---- | ---- | ---- | ---- | ---- | ---- | ---- | ---- |
| 2021 | 키움  | -     | 1    | 0    | 0    | 0    | 0     | 0     | 0    | 0    | 0    | 0    | 0    | 0    | 0    | 0    | 0    | 0    |
| 2024 | 키움  | 0.168 | 38   | 119  | 14   | 20   | 3     | 0     | 4    | 35   | 13   | 0    | 0    | 17   | 3    | 64   | 2    | 0    |
| 통산 | 2시즌 | 0.168 | 39   | 119  | 14   | 20   | 3     | 0     | 4    | 35   | 13   | 0    | 0    | 17   | 3    | 64   | 2    | 0    |